# Hauptstraße 17 (Greuth)

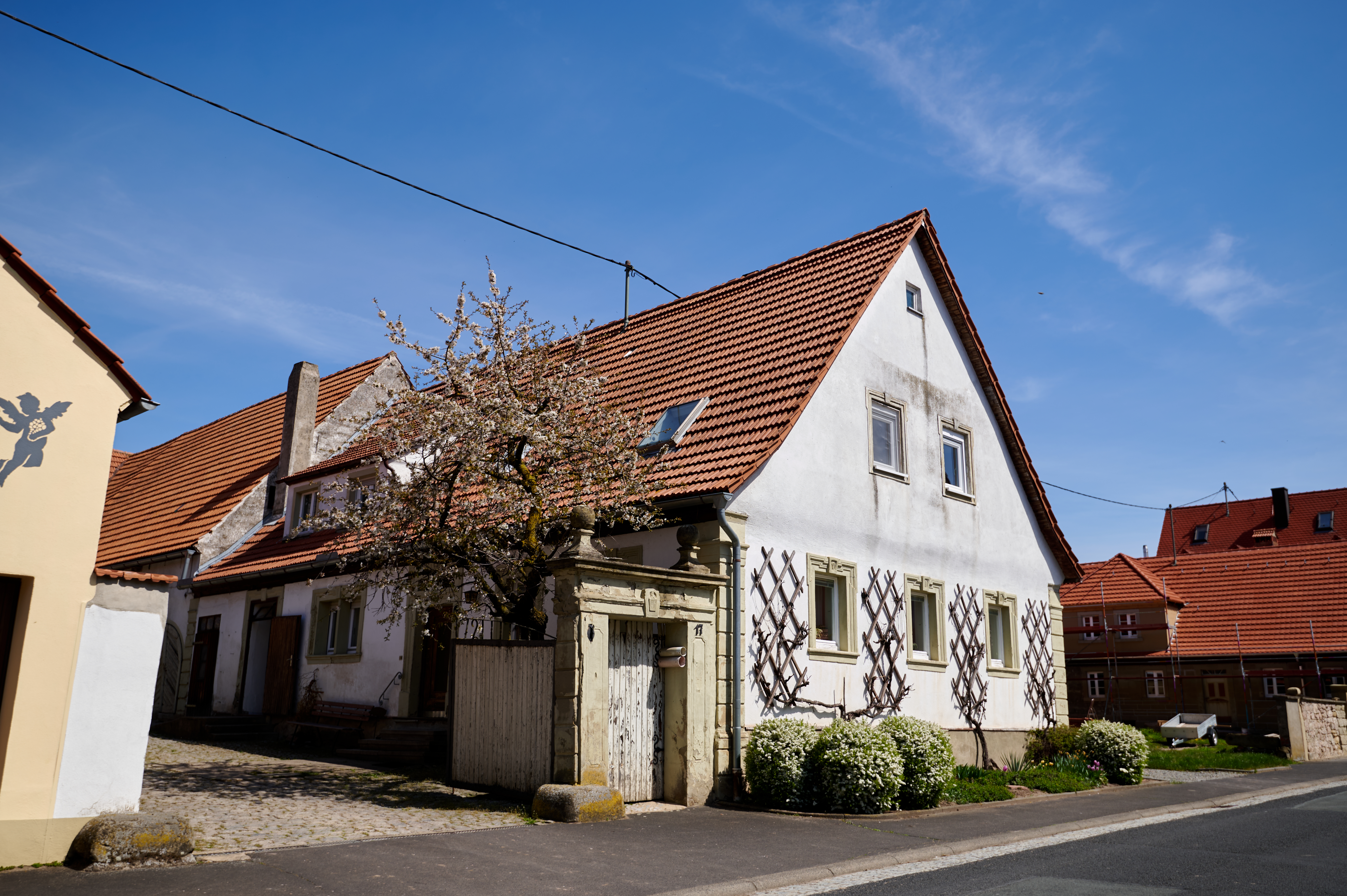
Haus Hauptstraße 17

Das Haus Hauptstraße 17 (früher Hausnummer 5) ist ein denkmalgeschütztes Gebäude im Casteller Gemeindeteil Greuth im unterfränkischen Landkreis Kitzingen. 

## Geschichte
Das Haus in der Greuther Hauptstraße 17 scheint eines der ältesten Häuser des Dorfes zu sein. Wahrscheinlich wurde der Lehenshof zwischen 1730 und 1760 von einem gewissen Jobst Wolf errichtet. Hierauf weist eine Inschrift im Schlussstein des Portals hin. Die nächsten Hinweise auf das Anwesen datieren danach erst wieder auf das Jahr 1849. Damals besaß Leonhard Beyer das Haus. 1894 ist eine Witwe Barbara Pfeifer im Haus erwähnt, die es allerdings 1904 an die Eheleute Gottfried und Margaretha Knauer verkaufte.
Nach dem Tod des Gottfried Knauer heiratete seine Frau 1920 erneut. Martin Löhel ließ 1927 den Stall und die Scheune des Hauses erweitern. Die Nationalsozialisten führten das Haus als sogenannter Erbhof, der 1935 unter die Bestimmungen des Reichserbhofgesetzes fiel. Löhel war im Jahr 1950 auch für die Neuerrichtung eines Stalls hinter dem Wohnhaus verantwortlich. 1955 übernahm der Schwiegersohn Karl-Heinz Maliske den Hof, der als Heimatvertriebener aus Schlesien nach dem Zweiten Weltkrieg nach Greuth gekommen war.
Maliske erwarb 1980 das ein Jahr zuvor abgebrannte Anwesen Nr. 7 hinzu. 1985 vererbte der Bauer seinen Hof an seinen Sohn, der die Landwirtschaft zusammen mit seiner Ehefrau weitertrieb. Er ließ auch eine Vielzahl an Veränderungen am Gebäude vornehmen. So wurde 1987 eine Maschinenhalle hinter dem Haus entfernt und auf ein anderes Grundstück versetzt. Es entstanden neue Schweineställe und eine Güllegrube. 1993 begann man den Betrieb am Rande des Ortes zu erweitern. Das Bayerische Landesamt für Denkmalpflege ordnet das Haus als Baudenkmal ein. 

## Beschreibung
Das Haus präsentiert sich als eingeschossiges Gebäude, das typisch für die kleinen Hofstellen des Steigerwaldvorlandes ist. Es wurde zur Straße hin giebelständig errichtet und schließt mit einem Satteldach ab. Während das Erdgeschoss in Massivbauweise errichtet wurde, entstand das Dachgeschoss und der Giebel aus Fachwerk. Es ist heute allerdings unter einer Putzschicht versteckt. Das Haus wurde mit einigen Zierelementen ausgestattet. So weist das Erdgeschoss Eckpilaster auf. Die Fenster wurden mit geohrten Rahmungen versehen. Ein typisch fränkisches Hoftor hat sich neben dem Haus erhalten. 